# لجنة الإعلام الأمني
الإعلام الأمني من المصطلحات الحديثة التي ذاعت وانتشرت وتبوأت مكانتها يبن مختلف أساليب الإعلام النوعي، وهو كل ما تقوم به الجهات ذات العلاقة من أنشطة إعلامية ودعوية وتوعية بهدف المحافظة على أمن الفرد والجماعة، وأمن الوطن ومكتسباته في ظل المقاصد والمصالح المعتبرة. ويتوقف وجود إعلام أمني فاعل وناجح على مدى اهتمام الأجهزة الأمنية وقناعتها بأهمية هذا النوع من الإعلام، الذي يعتمد في تغذيته على مدى تعاون الأجهزة الأمنية التي تقدم المادة العلمية والحقائق الأمنية إلى وسائل الإعلام، لتقوم هذه الوسائل بإعدادها في الشكل الإعلامي المناسب لعرضها على الجمهور بما يحقق التجاوب الجماهيير مع الأفكار الأمنية المطروحة. وعلى الرغم من القوة التي تتمتع بها وسائل الإعلام للعمل على تنمية الوعي الأمني، فإنها تبقى رهينة للمصادر التي تزودها بالمعلومات والتوضيحات والبيانات (وهي الأجهزة الأمنية التي تمتلك المعلومات).((1))

## أولى ممارساتالإعلامالأمني((2))
يذكر أن أول عملية دعائية حكومية في العصر الحديث كانت أثناء إدارة الرئيس وودرو ويلسون الذي انتخب رئيساً للولايات المتحدة الأمريكية عام 1913 م وفق برنامج انتخابي بعنوان (سلام بدون نصر) وكان ذلك في منتصف الحرب العالمية الأولى، وفي تلك الأثناء كان المواطنون مسالمين لأقصى درجة ولم يبد سبباً للتورط في حرب أوروبية بينما كان على إدارة ويلسون التزامات تجاه الحرب، ومن ثم كان عليها فعل شيء ما حيال هذا الأمر فقامت الإدارة بإنشاء لجنة للدعاية الحكومية أطلق عليها لجنة كريل((3)) Creel commission((4)) وقد نجحت هذه اللجنة خلال ستة أشهر في تحويل المواطنين المسالمين إلى مواطنين تتملكهم الهستيريا والتعطش للحرب والرغبة في تدمير كل ما هو ألماني وخوض الحرب وانقاذ العالم!! !! وكان هذا إنجازاً هائلاً، قاد بدوره إلى إنجاز آخر بعد ذلك في توظيف التكتيك نفسه لإثارة هستيريا ضد الرعب الشيوعي.. وهو ما نشاهده الآن ضد كل ما هو إسلامي - رغم ادعائهم بأنها حرب ضد الإرهاب -!!((5))

## تطورالإعلامالأمني
أدركت الولايات المتحدة الأمريكية أهمية قطاع الإعلام والاتصال للسيطرة على (مجتمع الإعلام) منذ نهاية الحرب العالمية الثانية وتعتبره مجالاً استراتيجياً للحفاظ على نفوذها في العالم.. وإذا استعرضنا دور الإعلام في الحرب الذي يتم تنفيذه على مستويين: مستوى جبهة القتال على أرض المعركة، والمستوى الثاني كسب عقول البشر وقلوبهم من خلال الدعاية والحرب النفسية.. وكما جاء في دراسة بعنوان (العرب في مواجهة تطور تكنولوجيا الإعلام والاتصال) ذكرت أنه في الحرب العالمية الثانية كان للمذياع دور فاعل كوسيلة دعائية وفي حرب فيتنام كانت تجسيداً مهماً لدور التلفزيون، أما حرب الخليج الثانية فقد تزامنت مع بداية الفضائيات التلفزيونية التي تمثلت في شبكة سي إن إن الأخبارية ثم جاءت حرب أمريكا على أفغانستان لتصنع الشهرة الدولية لقناة الجزيرة العربية، ثم تلتها الحرب على العراق واحتلاله والتي مثلت تعميقاً لدور الفضائيات والإنترنت ومحاولة توظيفهما التوظيف الأمثل.

## علاقة الأجهزة الأمنية بالإعلام
إن علاقة الأجهزة الأمنية بوسائل الاعلام يجب أن تقوم على عدد من المبادئ التي تحقق المزيد من الفهم المشترك والتعاون الوثيق بينهما بما يتضمن تهيئة رأي عام مستنير وواع بصدد نشاط الأجهزة الأمنية ودورها في المجتمع من ناحية وتعزيز الجهود الموجهة بمكافحة الجريمة وإقرار الأمن والنظام ومؤازرتها من ناحية أخرى، وتخطيط السياسة الإعلامية للأجهزة الأمنية يجب أن يقوم على دعامتين أساسيتين:
1. كفاءة الخدمات الأمنية وامتياز الأداء والحرص على قضاء مصالح الجماهير والكياسة والأمانة والحيدة في المسلك، وسرعة المبادرة بتقديم العون والنجدة للمواطنين.
2. الإعلام المخطط الصادق عن هذه الخدمات، وعن طرق أدائها وسبل المواطنين في الحصول عليها بسرعة ويسر، وعن كافة الجهود التي تبذلها الأجهزة الأمنية، والمعايير التي تنتهجها في اختيار وإعداد وتنمية رجالها، وجود التطوير المستمر للنظم والإمكانات بهدف توفير الأمن والاستقرار للمجتمع، وما يتكبده رجال الأمن في سبيل ذلك من مشاق وتضحيات. ويستوجب الأخذ بهذه الفلسفة الجديدة أن تأخذ الخطط الإعلامية اتجاهين واضحين.

- الاتجاه الأول: ويستهدف رجال الأمن من خلال البرامج المختلفة التي يوجهها قادة الأمن إلى سائر أفرادهم لحثهم على الارتفاع بمستوى الأداء وحسن معاملة الجمهور وتقديم العون له وحل مشكلاته.
- الاتجاه الثاني: ويستهدف المواطنين وحثهم على التعاون مع الأجهزة الأمنية وقيامهم بدور إيجابي يعزز جهودها ويؤازرها في مجالات الأمن، ومكافحة الجريمة وإقرار النظام وقيام فلسفة الإعلام الأمني على نقل مركز الثقل في مكافحة الجريمة من الأجهزة الأمنية إلى الرأي العام، لا يحمل معنى تنازل الأجهزة الأمنية عن جانب من مسؤولياتها أو تخليها عن قدر من واجباتها، إن من شأن تطبيق هذه الفلسفة أن تدفع بقضية البحث عن علاج ناجح لمشكلات الأمن والجريمة من مستوى الأجهزة الأمنية إلى مستوى الشعب كله، وهذا في حقيقته تطوير لنظرتنا عن دورنا ومهمتنا ودعم لهذا الدور، وتلك المهمة. إن التعاون الوثيق بين الأجهزة الأمنية ووسائل الإعلام أمر ضروري وطبيعي فكلاهما يهدف إلى توفير مجتمع يسوده القانون والنظام، وإن كان لكل منهما أسلوبه في إقناع الناس، فطالما ان الأهداف مشتركة فإن تحالف الإعلام والأجهزة الأمنية أمر ضروري لحماية المجتمع وسلامته. والاعتبارات التالية يمكن أن تفيد في تدعيم

## خطوات أساسية لاستفادة الجهة الأمنية من الإعلام
1. أن تنمي الأجهزة الأمنية الثقة بينها وبين وسائل الإعلام من خلال المعلومات التي تقدمها.
2. ان تكون المعلومات صادقة ومؤسسة على الحقائق الثابتة، ومن واقع البيانات الرسمية والسجلات.
3. أن توفر السبل والوسائل التي تمكن وسائل الإعلام من الاتصال الفوري المباشر بالأجهزة الأمنية في كل الأوقات والمناسبات.
4. أن تحرص الأجهزة الأمنية على أن تكون بياناتها واضحة ومحددة وليست غامضة ومبهمة.
5. أن تلتزم الأجهزة الأمنية الجدية في التعامل مع كافة وسائل الإعلام ومندوبيها.
6. أن تنأى الأجهزة الأمنية ما استطاعت عن قول (لا تعليق) لأن مثل هذا التصريح يجمد جهود وسائل الإعلام.
7. أن تحرص الأجهزة الأمنية على الرد على استفسارات المعلقين والمحررين والمراسلين أولاً بأول.((6))